# Puerto Samariapo
Puerto Samariapo è un piccolo villaggio del Venezuela sulla sponda dell'Orinoco ed è l'ultimo collegato tramite strada.
Dista circa un'ora da Puerto Ayacucho ed è raggiungibile solo tramite strada a causa delle rapide del fiume presenti tra Puerto Samariapo e Puerto Ayacucho. In origine era stato fondato per trasferire le merci in arrivo dall'alto Rio Orinoco su strada fino a Puerto Ayacucho per poi essere di nuovo trasportate via fiume. Raggiungendolo si oltrepassano la "Piedra de la tortuga" e "El tobogan de la selva".
A causa della sua posizione Puerto Samariapo è spesso utilizzato come punto di partenza per spedizioni, sia scientifiche che turistiche, nella Foresta Amazzonica lungo il rio Orinoco.